# Sherghati
Sherghati là một thành phố và là một khu vực quy hoạch (notified area) của quận Gaya thuộc bang Bihar, Ấn Độ.

## Địa lý
Sherghati có vị trí 24°34′B 84°47′Đ / 24,57°B 84,78°Đ Nó có độ cao trung bình là 121 mét (396 feet).

## Nhân khẩu
Theo điều tra dân số năm 2001 của Ấn Độ, Sherghati có dân số 32.358 người. Phái nam chiếm 53% tổng số dân và phái nữ chiếm 47%. Sherghati có tỷ lệ 56% biết đọc biết viết, thấp hơn tỷ lệ trung bình toàn quốc là 59,5%: tỷ lệ cho phái nam là 62%, và tỷ lệ cho phái nữ là 49%. Tại Sherghati, 19% dân số nhỏ hơn 6 tuổi.